# Municipio de Nescopeck
El municipio de Nescopeck  (en inglés: Nescopeck Township) es un municipio ubicado en el condado de Luzerne en el estado estadounidense de Pensilvania. En el año 2000 tenía una población de 1.096 habitantes y una densidad poblacional de 23.4 personas por km².

## Geografía
El municipio de Nescopeck se encuentra ubicado en las coordenadas 41°02′00″N 76°09′59″O / 41.03333, -76.16639.

## Demografía
Según la Oficina del Censo en 2000 los ingresos medios por hogar en la localidad eran de $43,125 y los ingresos medios por familia eran $45,655. Los hombres tenían unos ingresos medios de $32,250 frente a los $21,800 para las mujeres. La renta per cápita para la localidad era de $17,918. Alrededor del 8,8% de la población estaban por debajo del umbral de pobreza.